# ناعور
ناعور (به عربی: ناعور)  شهری در استان عمان است که در کشور اردن واقع شده‌است. جمعیت این شهر ۱۵٫۴۳۹ نفر است.